# La Plaine (Genève)
Pour les articles homonymes, voir La Plaine.
La Plaine est un village de Suisse.
Situé sur le territoire de la commune de Dardagny dans le canton de Genève, sur la rive droite du Rhône, il est le lieu de l'une des usines du groupe Firmenich.

## Transports
- la gare de La Plaine est une gare CFF de la ligne L5 du Léman Express (ex-Regio et ex-Rhône Express Régional) qui est reliée par des dessertes cadencées sur Genève faisant partie de la communauté tarifaire Unireso. Les trains de la ligne L6 qui desservent la gare de Bellegarde en France ne desservent pas la gare.
- La Plaine est également desservie par les lignes d'autobus 69, 74, 75, et 78 des Transports publics genevois (TPG) faisant également partie de la communauté tarifaire Unireso.
- Les horaires de train ont été modifiés le 11 décembre 2023. Dorénavant, le train en provenance de Bellegarde fait halte à La Plaine dans les deux sens. Les horaires des trains sont programmés toutes les demi-heures, à savoir à :23 et :53 depuis La Plaine, et à :18 et :48 depuis Genève[1].

## Galerie

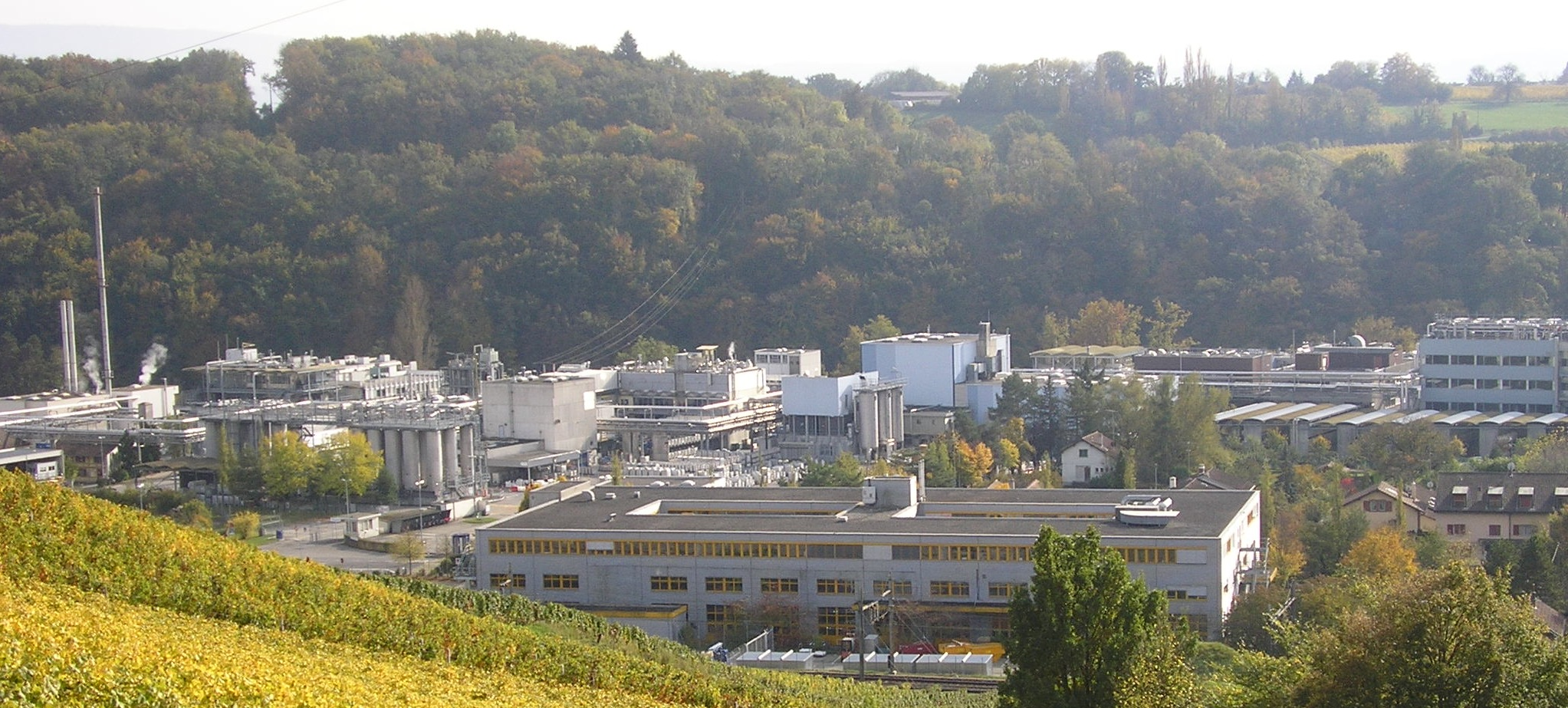
Usine Firmenich
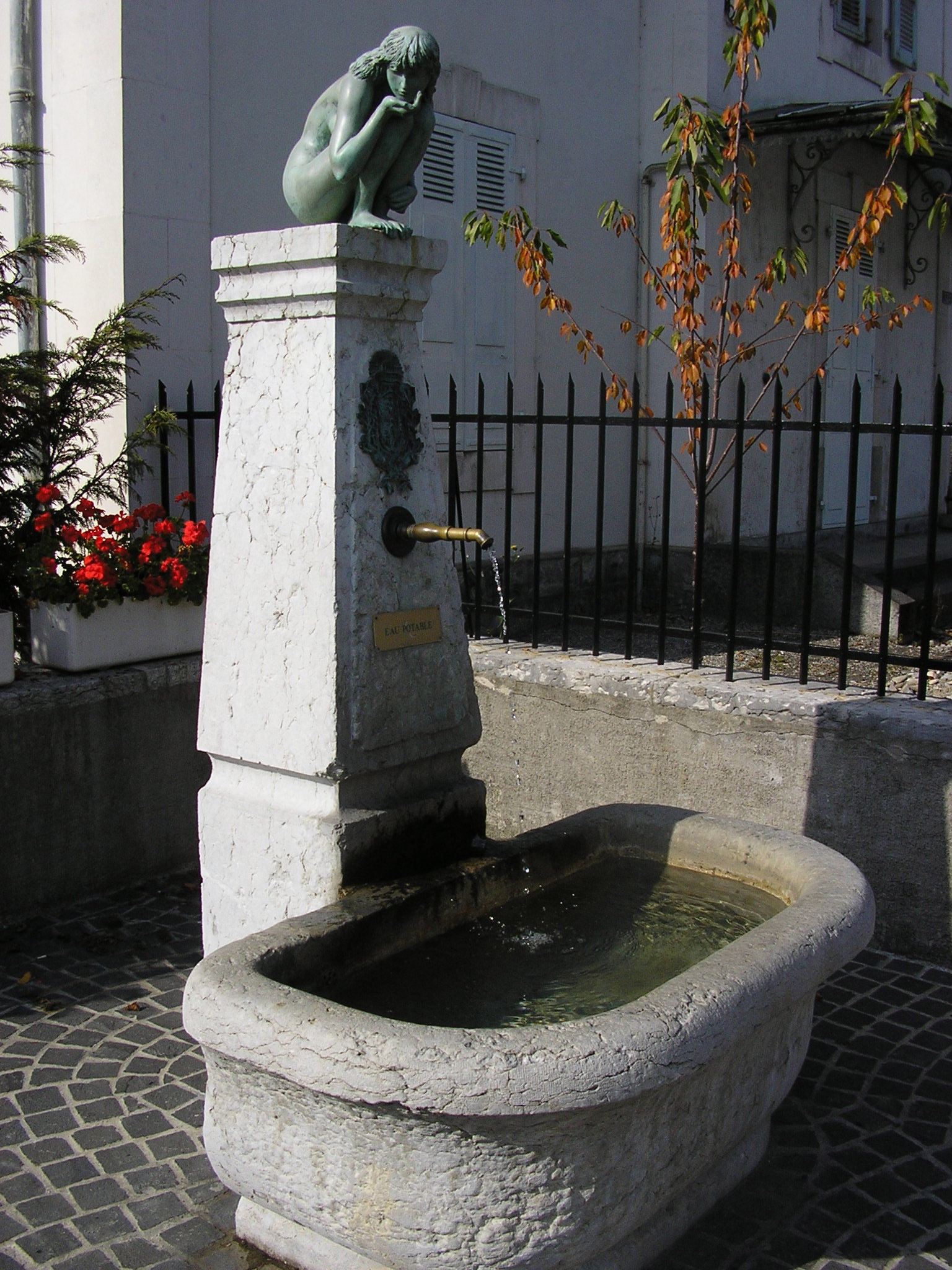
Fontaine avec Manon d'Otto Bindschedler
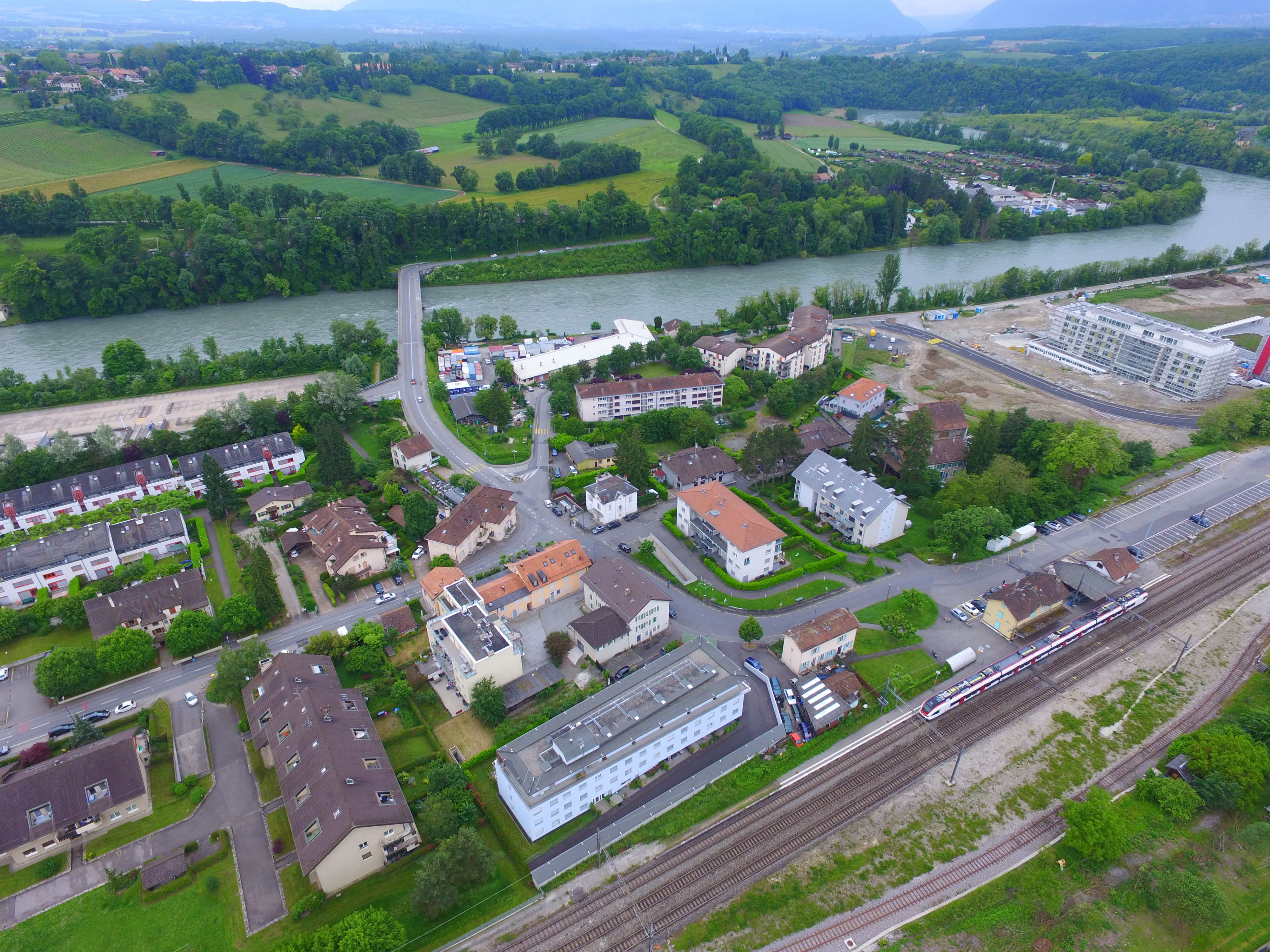
La Plaine, vue du ciel

## Sport

### Football
Un stade de football est disponible à La Plaine. Ce stade est réservé au club local qui est le FC Donzelle. Le stade possède deux terrains en herbe et un terrain synthétique. En outre, le stade est pourvu d'une buvette offrant des places assises pour les spectateurs ainsi que de plusieurs vestiaires pour les équipes.

### Salle de boxe

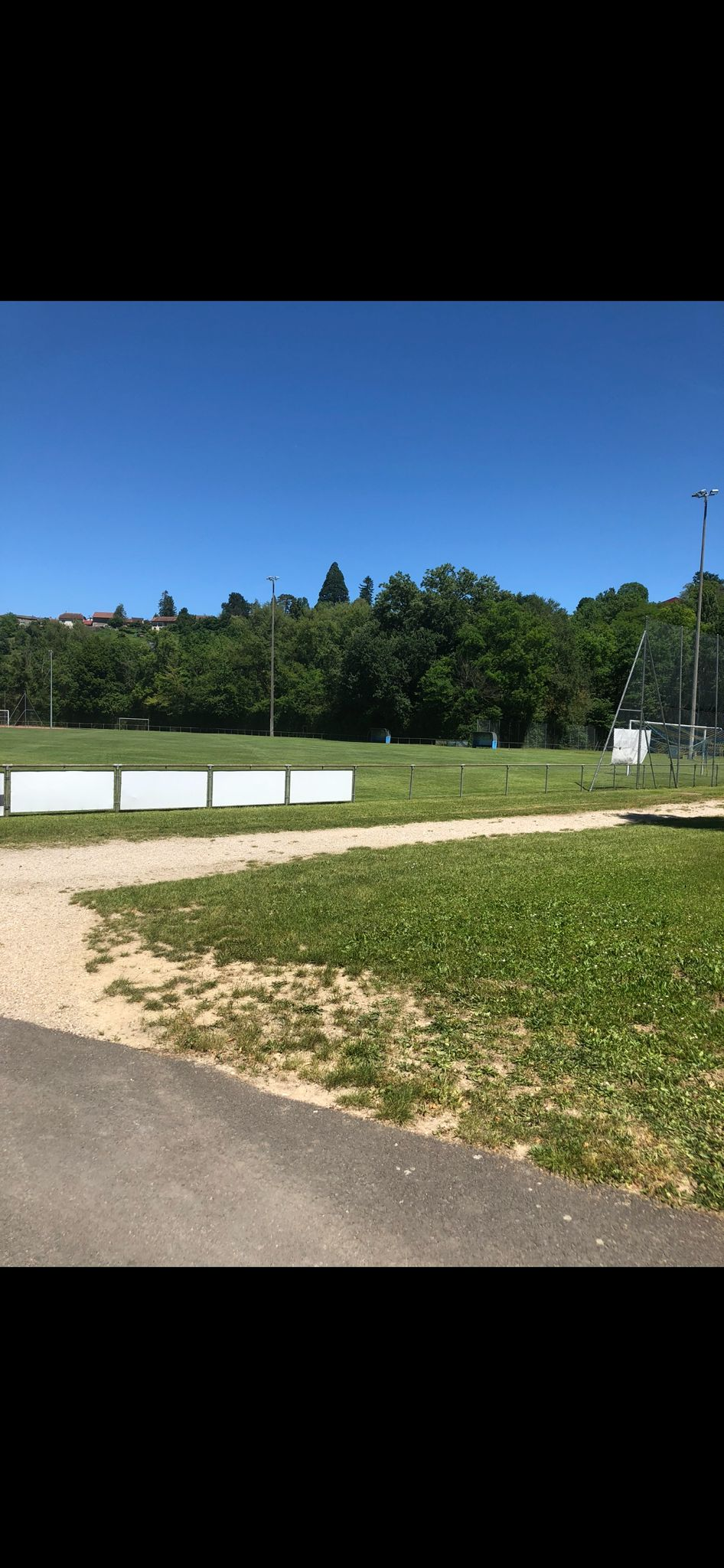
Stade du Moulin, La Plaine

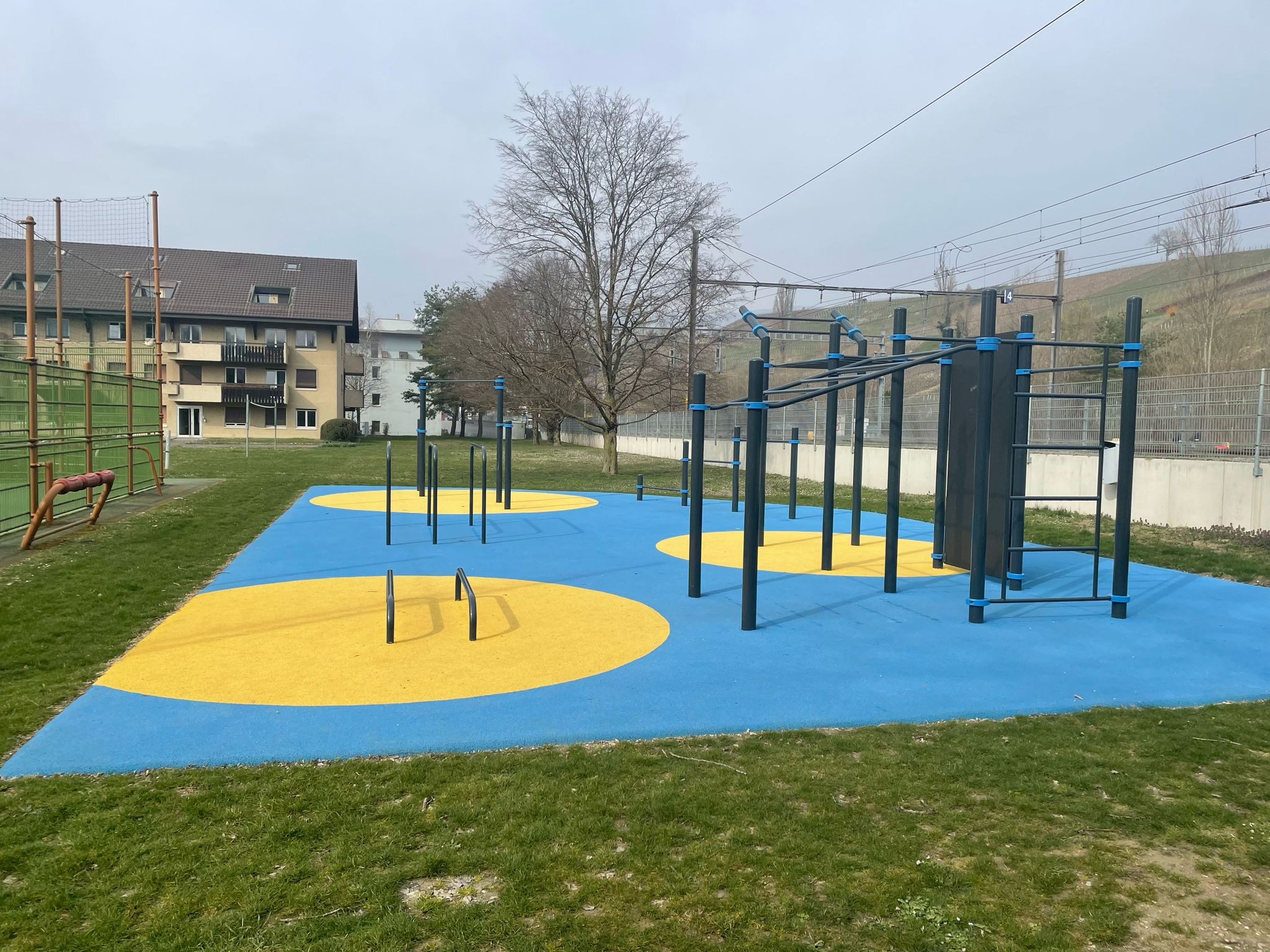
Work-out, La Plaine

Une salle de boxe est aménagée dans le sous-sol de l'allée 86 du village. Réservée exclusivement aux abonnés d'une entreprise spécialisée dans la boxe, elle met à disposition une variété d'équipements pour la pratique de ce sport.

### Work-out
Un work-out est disponible dans le parc pour les habitations des allées 76 à 86 à proximité du terrain de sport. Le work-out est pourvu d’une dizaine d’équipement à barres fixes. Un panneau informatif est installé pour guider les débutants dans l'utilisation de ces équipements. Accessible à tous, cet espace vise à promouvoir une activité physique régulière au sein de la communauté.

### Espace Sportif
Un espace sportif doté d'une surface en polypropylène est accessible pour la pratique du football, du hockey et du basketball. Ce terrain est équipé de barrières et de filets de protection afin de maintenir les ballons à l'intérieur des limites définies. En plus à cet espace se trouve un terrain de volleyball également équipé d'un filet. Situé dans un parc résidentiel bordant les allées 76 à 86 à proximité des voies ferrées, ce terrain de sport est ouvert à tous.

## Rhône
Le Rhône traverse le village genevois de La Plaine après avoir parcouru la ville de Genève. Il poursuit ensuite son cours en direction de la France voisine, pour finalement se jeter dans la mer Méditerranée à Marseille.

## Notes et références

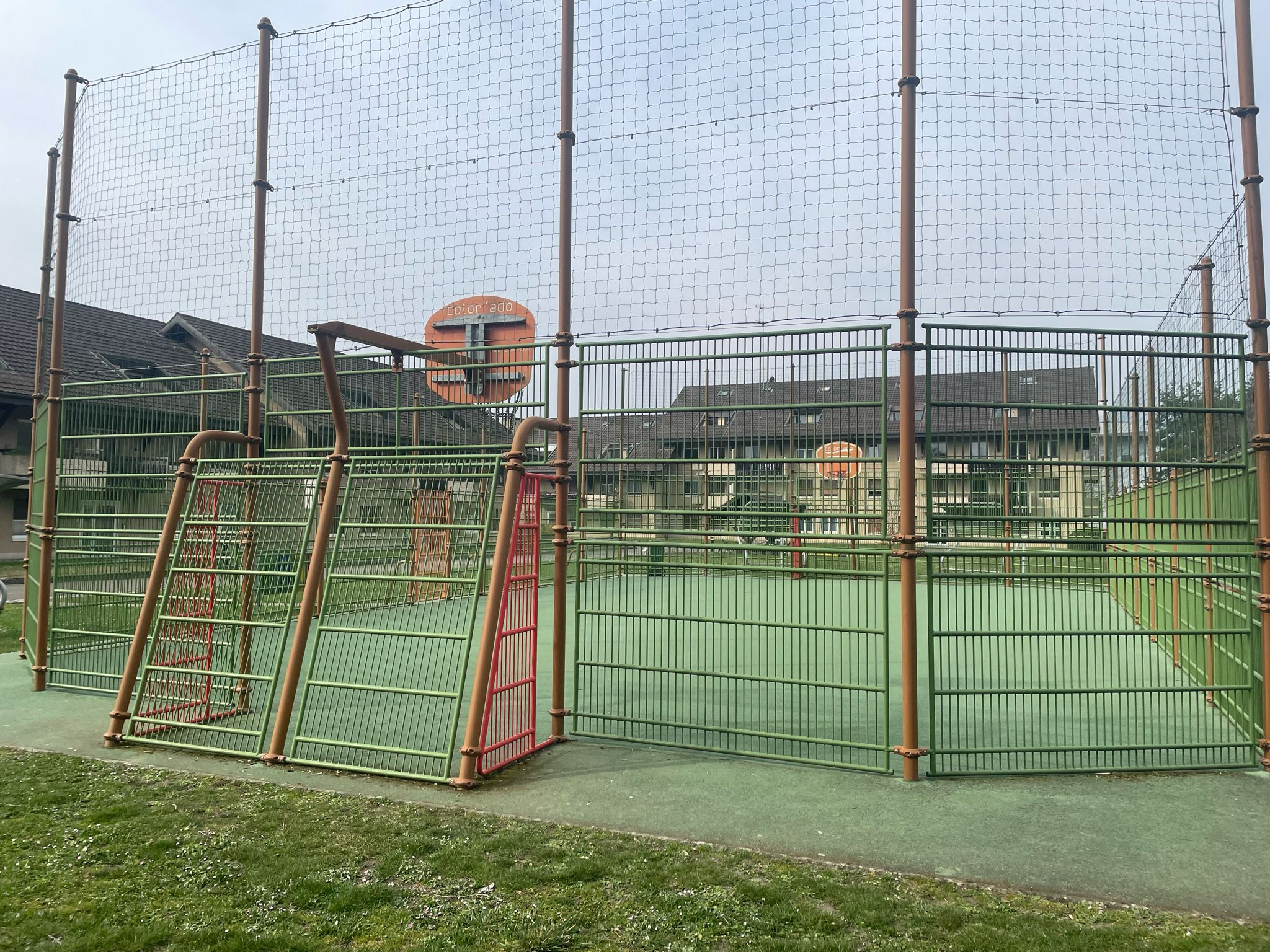
Espace Sportif